# Емил Филипов
Eмил Веселов Филипов е български депутат от БСП в първите три парламента след падането на тоталитаризма: VII велико народно събрание (1990-1991),  XXXVI народно събрание (1991-1994) и XXXVII народно събрание (1995-1997).  Кадрови служител на Първо главно управление (ПГУ) на ДС (1965-1975).

## Биография

### Семейство
Роден е на 30 май 1939 г. в Бургас, в семейство на комунистически функционер и учителка. Брат е на Любомир Филипов, финансист и подуправител на БНБ (1994-1996) и управител в периода на краха на банковата система 1996 - 1997 г. Баща му е от Берковица, участник в Септемврийското въстание през 1923 г., за което е награден с орден, член на БКП от 1929 г., комунистически функционер на ръководни постове след Деветосептемврийския преврат.

### Образование и работа
Емил Филипов завършва основно образование във Враца през 1952 г. След това постъпва в Народното военноморско Нахимовско училище, където учи до закриването на учебното заведение на 20 август 1955. Средното си образование завършва през 1956 г. във Враца. Изпратен е в СССР да продължи образованието си, през 1961 г. завършва Московския полиграфически институт, където е приет за кандидат-член на БКП.
След завръщането си в България същата година е изпратен в поделение в Хасково, където е подготвен за командир на мотострелкови взвод. Уволнен е със званието младши лейтенант. От октомври 1961 г. е назначен на работа в Държавния полиграфически комбинат „Димитър Благоев" като старши инженер, а от 1965 г. е главен механик. Изпратен е в Банкя на 6-месечна школа за изучаване на английски език.

### Служител на ДС
Преди да бъде назначен за щатен служител в Първо управление на ДС, Емил Филипов от април 1964 г. е доброволен сътрудник към отдел 02 ДС „Външно наблюдение и проучване". В проучване на отдел "Кадри" на МВР от 1965 г. пише, че „още от самото начало е проявил голям интерес и с желание е изпълнявал поставените му задачи. Очертал се е като много конспиративен, съобразителен, находчив и голям физиономист". Същата година ръководството на Първо управление на ДС след разговор с него преценява, че е подходящ за работа в Научно-техническото разузнаване (НТР). Назначен е за разузнавач в отдел 07 НТР на Първо управление на ДС.
Завършва с отличие разузнавателната школа на КГБ. През 1966 г. е изпратен на задгранична работа в Англия под прикритие като завеждащ стокообмена в Българското търговско представителство в Лондон, където остава до 1972 г. От лятото на 1968 г. е единствен работник в резидентурата на ДС в Лондон по линия на НТР. Като обекти за агентурно проникване са определени Министерството на технологията, Института на електроинженерите, различни фирми, сред които „Маркони", Университета в Саутхемптън и Империал Колидж в Лондон. Псевдонимът му като оперативен работник е „МЛАДЕНОВ". Извършва вербовки: вербовка на англичанин, инженер по поддържане на фирмата „Контрол дата Корпорейшън", американски концерн; разработва преподавател по микроелектроника в университета в Саутхемптън, но връзката е разшифрованата и работата е преустановена, и други. „Филипов е изпратил 485 информации. 56 от тях са получили оценка „особено ценни", 282 – ценни, 57 – без оценка" Работата му в Англия е оценена като „добра".
През 1971 г. се завръща в България става началник отделение при отдел 07 „НТР" на Първо главно на ДС. Използва линия на прикритие - зам.-председател на Комитета по печата при Министерския съвет (от 1972). Отговаря за Държавния комитет за научно-технически прогрес, „Машиноиморт", „Техноимпекс" и Инженерното управление към Министерството на вътрешната търговия.
На 4 август 1975 г. е освободен от МВР-ДС, тъй като в ПГУ констатират, че откакто е на това прикритие се е откъснал от разузнаването. Правят опити да го върнат на оперативна работа, но неуспешно, и го освобождават от щатна работа. В секретна характеристика на запасния майор Емил Филипов, запазена в ЛКД-то му, е посочено, че „по време на 10-годишната си служба в органите на МВР е атестиран положително и многократно е награждаван. Прояви се като рядко дисциплиниран, съзнателен, упорит и активен работник". При освобождаването му от ПГУ с него е проведен разговор от страна на тогавашния заместник-министър на вътрешните работи ген. Стоян Савов, отговарящ за разузнаването. В резолюцията си той посочва, че на Филипов му е „мъчно за решението. Желае при освобождаване от Комитета по  печата да му се даде възможност да се завърне в органите на ДС. Обещах му, че така ще постъпим". До подобно решение обаче не се стига.

### Депутат от БСП
На първите демократични избори през юни 1990 г. е избран за депутат в Седмото велико народно събрание Емил Филипов от БСП, 72-ри Берковски избирателен район. В официалната му биография не е разкрита информацията за работата му в Държавна сигурност., а е представен като работил в системата на външната търговия. Като депутат се обявява за децентрализация и демонополизация, за дружба със СССР – гарант за сигурността на България.
Емил Филипов е депутат от БСП и в 36-то народно събрание (1991-1994) и 37-ото народно събрание (1995-1997). В 37-то той е част от мнозинството на БСП, което управлява чрез еднопартийния кабинет на Жан Виденов, който довежда страната до икономическа криза, крах на банковата система, хиперинфлация, зърнена криза и стопяване спестяванията на населението.

### Разкритие на принадлежността в ДС
Принадлежността му към ДС е разкрита през 2001 г. от Комисията по досиетата с председател Методи Андреев при проверката на народните представители. През 2007 г. и Комисията „Костадинов" обявява принадлежността на Филипов към ДС. По-късно Комисията по досиетата получава личното му кадрово дело от архива на МВР, където то е предадено след като Филипов напуска  МВР-ДС през 1975 г.